# Deutsche Gesellschaft für Demographie
Die Deutsche Gesellschaft für Demographie (DGD) ist eine politisch unabhängige Vereinigung von Wissenschaftlern sowie wissenschaftlich interessierten oder tätigen Personen und Institutionen, die im Bereich der Demographie oder in angrenzenden Fächern tätig sind. Ihr Sitz ist Berlin.
Die Gesellschaft entstand 2001 aus der Zusammenlegung der Deutschen Gesellschaft für Bevölkerungswissenschaft und der Johann-Peter-Süßmilch-Gesellschaft für Demographie.
DGD-Präsident ist seit 2025 Bernhard Köppen von der Universität Koblenz, Vizepräsidentin Christina Westphal.

## Geschichte

### Deutsche Gesellschaft für Bevölkerungswissenschaft
Die Deutsche Gesellschaft für Bevölkerungswissenschaft (DGBW) wurde 1952 in Hamburg gegründet und war eine wissenschaftliche Vereinigung von Ärzten, Statistikern, Soziologen, Historikern und hochrangigen Verwaltungsbeamten, die bereits in der Weimarer Republik und während des nationalsozialistischen Regimes in den Feldern der Rassenhygiene und Bevölkerungswissenschaft tätig gewesen waren. Auch ihre akademischen Schüler waren in dieser Vereinigung organisiert.
Ergänzend zur DGBW wurde 1953 die Deutsche Akademie für Bevölkerungswissenschaft (DABW) an der Universität Hamburg gegründet. Sie war das Koordinierungszentrum universitärer Forschungsprojekte zu bevölkerungswissenschaftlichen Fragen.
Erster Vorsitzender der DGBW und erster Präsident der DABW war der Hamburger Sozialhygieniker Hans Harmsen. Letzter Vorsitzender war Rainer Mackensen.

### Johann-Peter-Süßmilch-Gesellschaft für Demographie
Die Johann-Peter-Süßmilch-Gesellschaft für Demographie wurde 1990 in Berlin auf Initiative von Demographen der ehemaligen DDR gegründet. Ihr Vorsitzender war Professor Eckart Elsner vom Statistischen Landesamt Berlin.

### Zusammenschluss zur DGD
Aufgrund der wachsenden öffentlichen Bedeutung demographischer Fragen und um Synergien zu fördern, haben sich die beiden bisher in Deutschland auf dem Gebiet der Demographie tätigen
wissenschaftlichen Gesellschaften – die Deutsche Gesellschaft für Bevölkerungswissenschaft und die Johann-Peter-Süßmilch-Gesellschaft für Demographie – am 22. Juni 2001 zur Deutschen Gesellschaft für Demographie (DGD) mit Sitz in Berlin vereinigt.
Erster Präsident wurde Herwig Birg, Vizepräsident wurde Eckart Elsner.